# Pürgg-Trautenfels
Pürgg-Trautenfels là một xã cũ thuộc huyện Liezen bang Steiermark, nước Áo. Đô thị Pürgg-Trautenfels có diện tích 62,69 km², dân số thời điểm cuối năm 2008 là 977 người.

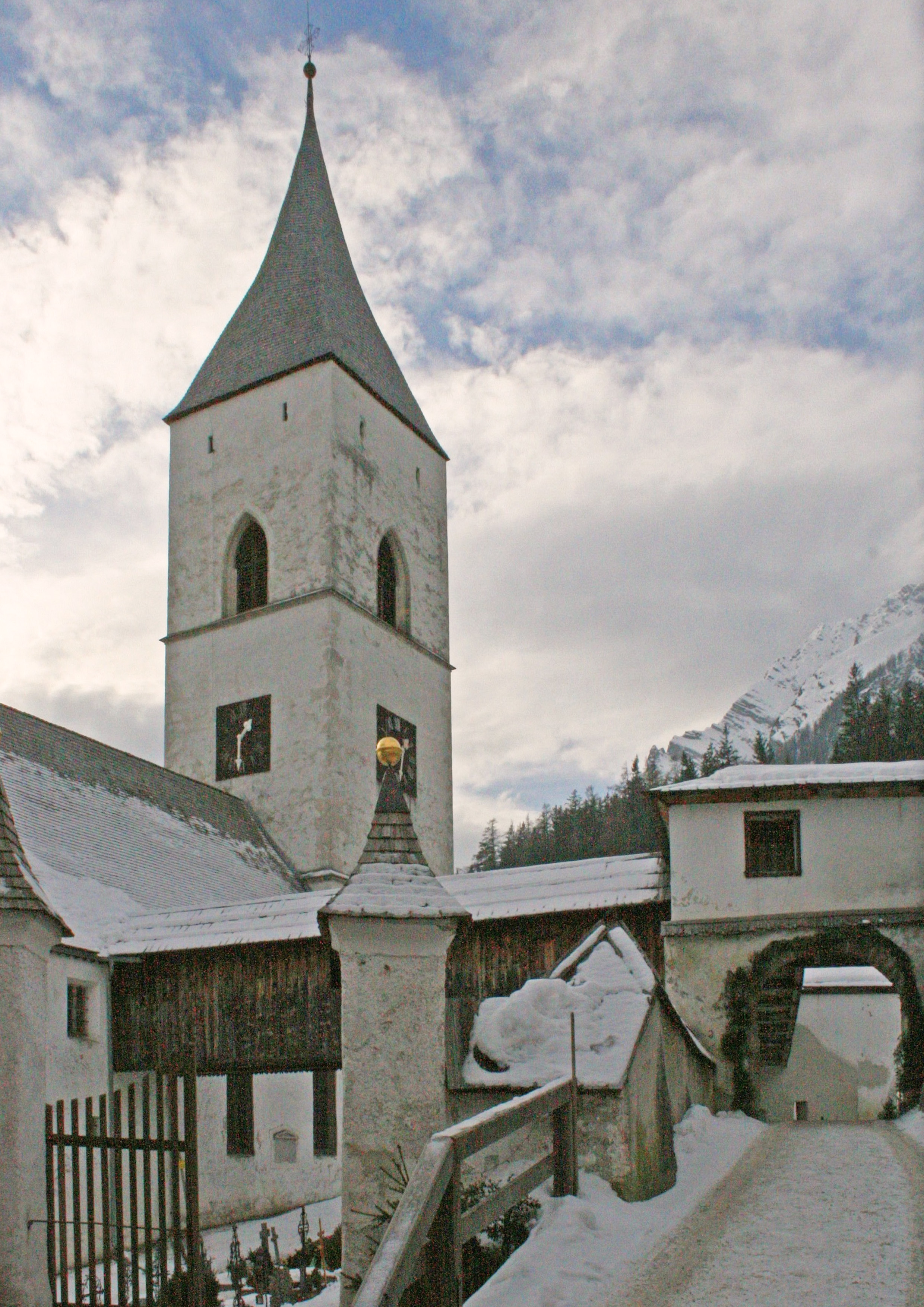
Nhà thờ Thánh George, Pürgg